# CCTV女性时尚频道
中国中央电视台女性时尚频道是中央电视台唯一时尚类专业数字电视付费频道，频道云集众多国际知名品牌，国际一线模特，每日节目播出长达17小时。
北京时间2020年1月1日4:00，本频道与央视其余12套付费频道的高清版本正式上星播出；标清版本至同年6月29日4:00停播。